# 热点 (Wi-Fi)

一个Wi-Fi网络的示意图

热点（英語：Hotspot）是一个使用路由器、通过无线局域网提供互联网的区域。热点通常在咖啡厅等场所能够通过计算机扫描到。

## Hotspot 2.0
Hotspot 2.0基于IEEE 802.11u，允许移动设备自動發現可用網路、授權和分配網路權限在Hotspot 2.0区域内漫游。Hotspot2.0允許裝置利用SIM卡或其它網際網路證書自動完成認證，直接上網。